# Kreis Aachen

Flagge des Kreises Aachen

Der Kreis Aachen war ein Kreis im äußersten Westen von Nordrhein-Westfalen. Er war Teil der Regio Aachen, somit der Euregio Maas-Rhein und gehörte zum Regierungsbezirk Köln. Er ging zurück auf den Landkreis Aachen, den Kreis Monschau und Teile der Kreise Düren, Geilenkirchen-Heinsberg und Jülich.
Der Kreis Aachen wurde gemäß Aachen-Gesetz mit Ablauf des 20. Oktober 2009 aufgelöst, und aus den neun Gemeinden des Kreises Aachen und der Stadt Aachen wurde mit Wirkung vom 21. Oktober 2009 als neuer Gemeindeverband die Gebietskörperschaft Städteregion Aachen gebildet.
Zu Geographie, Burgen, Museen, Wirtschaft und Verkehr siehe Städteregion Aachen. Zum Kreiswappen siehe hier.

## Kreisgliederung

Kreis Aachen

Der Kreis Aachen erstreckte sich von der Stadt Baesweiler im Norden über ca. 50 Kilometer bis zur Stadt Monschau im Süden. An der schmalsten Stelle verfügte er über eine Breite von nur 6 Kilometern.
Im Kreis Aachen gab es zuletzt neun kreisangehörige Gemeinden, von denen sieben den Titel „Stadt“ führten. Sechs davon waren Mittlere kreisangehörige Städte mit 25.000 bis 60.000 Einwohnern.
| Gemeinde     | Gemeindeart                    | Fläche km² (Stand: 30. Juni 2007) | Einwohner gesamt (Stand: 31. Dez. 2008) | Einwohner je km² |
| ------------ | ------------------------------ | --------------------------------- | --------------------------------------- | ---------------- |
| Alsdorf      | mittlere kreisangehörige Stadt | 31,67                             | 45.953                                  | 1.451            |
| Baesweiler   | mittlere kreisangehörige Stadt | 27,77                             | 28.169                                  | 1.014            |
| Eschweiler   | mittlere kreisangehörige Stadt | 75,93                             | 55.533                                  | 731              |
| Herzogenrath | mittlere kreisangehörige Stadt | 33,40                             | 47.187                                  | 1.413            |
| Monschau     | kreisangehörige Stadt          | 94,62                             | 12.652                                  | 134              |
| Roetgen      | kreisangehörige Gemeinde       | 39,03                             | 8.251                                   | 211              |
| Simmerath    | kreisangehörige Gemeinde       | 111,01                            | 15.610                                  | 141              |
| Stolberg     | mittlere kreisangehörige Stadt | 98,51                             | 58.057                                  | 589              |
| Würselen     | mittlere kreisangehörige Stadt | 34,39                             | 37.839                                  | 1.100            |

Obwohl die kreisfreie Stadt Aachen selbst nicht zum Kreis Aachen gehörte, befand sich dort dennoch der Kreissitz. Grund hierfür war die Tatsache, dass das Kreishaus bzw. Landratsamt auf ehemals Burtscheider Stadtgebiet lag. Vor dem Zusammenschluss mit der Stadt Aachen gehörte Burtscheid noch zum Kreis Aachen.

## Nachbarkreise und -provinzen
Der Kreis Aachen grenzte im Norden an den Kreis Heinsberg, im Osten an die Kreise Düren und Euskirchen, im Süden und Westen an die belgische Provinz Lüttich und im Westen an die niederländische Provinz Limburg.
| Grenze der Städteregion | Grenze der Städteregion |
| ----------------------- | ----------------------- |
| Grenze gesamt:          | 224 km                  |
| Zu Belgien:             | 43,9 km                 |
| Zu den Niederlanden:    | 9,7 km                  |
| Zum Kreis Heinsberg:    | 14,6 km                 |
| Zum Kreis Düren:        | 95,4 km                 |
| Zum Kreis Euskirchen:   | 19,3 km                 |
| Zur Stadt Aachen:       | 41,1 km                 |

## Geschichte

### Kommunale Neugliederung zum 1. Januar 1972
Am 1. Januar 1972 wurden aufgrund des Aachen-Gesetzes die Kreise Aachen und Monschau zu einem neuen Kreis Aachen vereint. Hinzu kam die Gemeinde Baesweiler (heute Stadt Baesweiler) aus dem aufgelösten Selfkantkreis Geilenkirchen-Heinsberg. Eschweiler – und somit der Kreis Aachen – bekam Gebiete aus den Kreisen Düren und Jülich zugesprochen. Verwaltungssitz blieb die kreisfreie Stadt Aachen.
Das Ergebnis dieses Gebietsreformprogramms war das Anwachsen des Kreises Aachen auf eine Fläche von 550,64 Quadratkilometern mit 285.954 Einwohnern. Insgesamt 36 kreisangehörige Städte und Gemeinden, Ämter und amtsangehörige Gemeinden, die in ihrer Struktur meist noch auf die Mairie-Verfassung zur Zeit Napoleons zurückgingen, wurden aufgelöst und zu sieben Städten und zwei Gemeinden zusammengeschlossen. Der Bildung dieses Umlandkreises Aachen lagen landesstrukturelle und landesentwicklungspolitische Überlegungen zugrunde. Ein Ziel dieser Neuplanung war der Anschluss von finanziell schwachen Gebieten an finanzstarke Nachbarn.

### Die neun Gemeinden ab 1972

#### Städte
| - Alsdorf - Baesweiler | - Eschweiler - Herzogenrath | - Monschau - Stolberg | - Würselen |

#### Weitere Gemeinden
- Roetgen
- Simmerath

### Teil der Städteregion Aachen ab 21. Oktober 2009
Der Kreis Aachen ging am 21. Oktober 2009 in der 2004 gegründeten Städteregion Aachen auf.

### Einwohnerentwicklung
| Jahr | Einwohner |
| ---- | --------- |
| 1975 | 287.619   |
| 1980 | 288.683   |
| 1985 | 287.332   |
| 1990 | 294.090   |
| 1995 | 302.430   |
| 2000 | 306.580   |
| 2005 | 310.267   |
| 2009 | 308.273   |

## Politik

### Kreisverwaltung

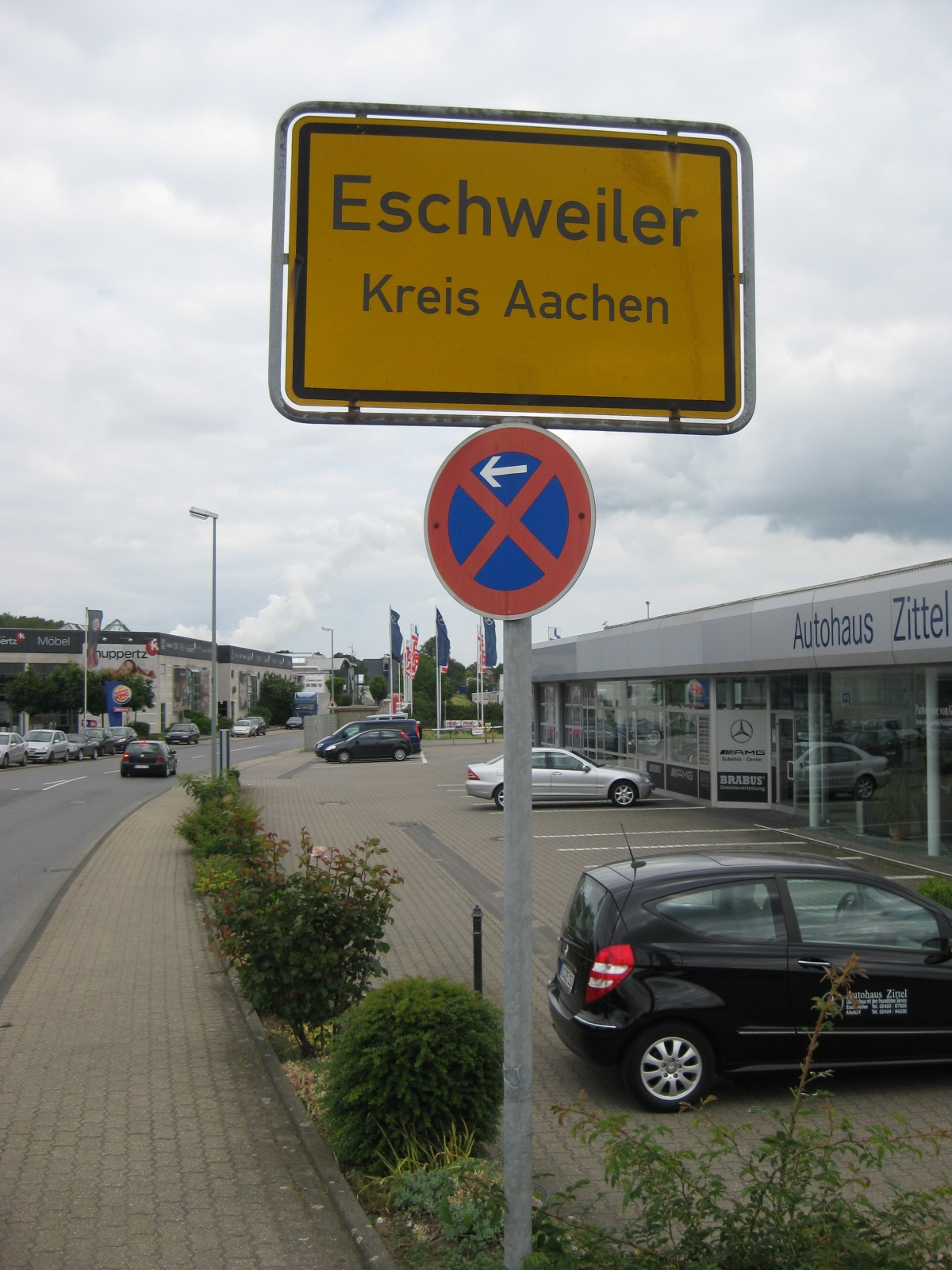
Ortseingangsschild mit Schriftzug „Kreis Aachen“, 2009 ausgetauscht durch „Städteregion Aachen“

Letzter Landrat des Kreises Aachen war Carl Meulenbergh, am 26. September 2004 mit 50,2 % wiedergewählt, (CDU). Letzter 1. stellvertretender Landrat war Hans Körfer (CDU). Letzter 2. stellvertretender Landrat war Erwin Künkeler (SPD). Letzte 3. stellvertretende Landrätin war Aggi Majewski (Bündnis 90/Die Grünen). Der Kreisdirektor war Helmut Etschenberg (CDU), der nach Auflösung des Kreises erster Städteregionsrat der Städteregion Aachen wurde.
Das Straßenverkehrsamt für Kreis und Stadt Aachen befand sich in Würselen.

### Landräte von 1972 bis 2009
- 1969–1975: Edmund Tersluisen, CDU
- 1975–1984: Helmut Schwartz, CDU
- 1984–1989: Hans Günter Bömeke, SPD
- 1989–1994: Walter Josef Meyer, SPD
- 1994–2009: Carl Meulenbergh, CDU

### Oberkreisdirektoren von 1972 bis 1997
- 1972–1991: Friedrich Wilhelm Janssen
- 1991–1997: Walter Fricke, SPD

### Ergebnisse der Kreistagswahlen von 1972 bis 2004
In der Liste werden nur Parteien und Wählergemeinschaften aufgeführt, die mindestens 1,95 Prozent der Stimmen bei der jeweiligen Wahl erhalten haben:
| Jahr   | CDU  | SPD  | FDP | Grüne1 | REP |
| ------ | ---- | ---- | --- | ------ | --- |
| 1972   | 48,7 | 45,7 | 4,5 |        |     |
| 1975   | 48,4 | 46,4 | 5,3 |        |     |
| 1979   | 47,4 | 47,3 | 4,7 |        |     |
| 1984   | 44,6 | 45,0 | 3,3 | 7,2    |     |
| 1989   | 38,7 | 46,0 | 4,4 | 6,6    | 4,3 |
| 1994   | 44,2 | 43,9 | 2,8 | 8,0    | 1,1 |
| 1999   | 52,5 | 36,8 | 3,0 | 5,3    |     |
| 220042 | 43,9 | 32,5 | 6,3 | 8,2    | 3,3 |

1 Grüne: 1984 und 1989: Grüne, ab 1994: B’90/Grüne

2 2004: zusätzlich: UWG: 5,7 %
Quelle: Jeweiliges Heft des Statistischen Landesamtes (LDS NRW), Mauerstr. 51, Düsseldorf, mit den Wahlergebnissen auf der Kreisebene.

## Kfz-Kennzeichen
Am 1. Juli 1956 wurde dem Landkreis und der kreisfreien Stadt Aachen bei der Einführung der bis heute gültigen Kfz-Kennzeichen das Unterscheidungszeichen AC zugewiesen. Es galt bis zur Auflösung des Kreises und wird heute von der Städteregion genutzt.